# LED-Show
Die LED-Show bzw. Lichtshow (siehe auch Lichtshow) repräsentiert eine künstlerische Performance, die die traditionellen Formen des Jonglierens, Tanzens und der Akrobatik mit moderner LED-Technologie verbinden. Diese genreübergreifende Show zeichnet sich durch die Integration leuchtender Requisiten, wie Bälle, Keulen, Stäbe, Hula Hoop und Poi aus.

## Entstehung

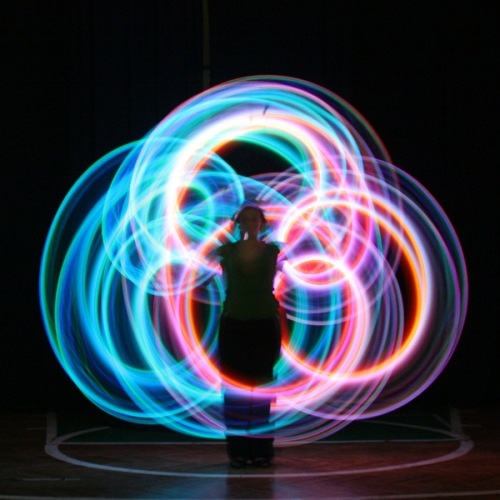
LED Poi Langzeit belichtungs Foto

LED Shows entstanden aus dem Schwarzlicht-Theater. Zu Beginn wurden Jonglier-Requisiten mit fluoreszierenden Farben genutzt. Mit der Entwicklung von leistungsstarken LEDs und LiPo-Akkus wurden die ersten LED-Requisiten genutzt. Diese bieten die Vorteile, dass sie in der Verwendung leichter sind und vor allem wesentlich heller.

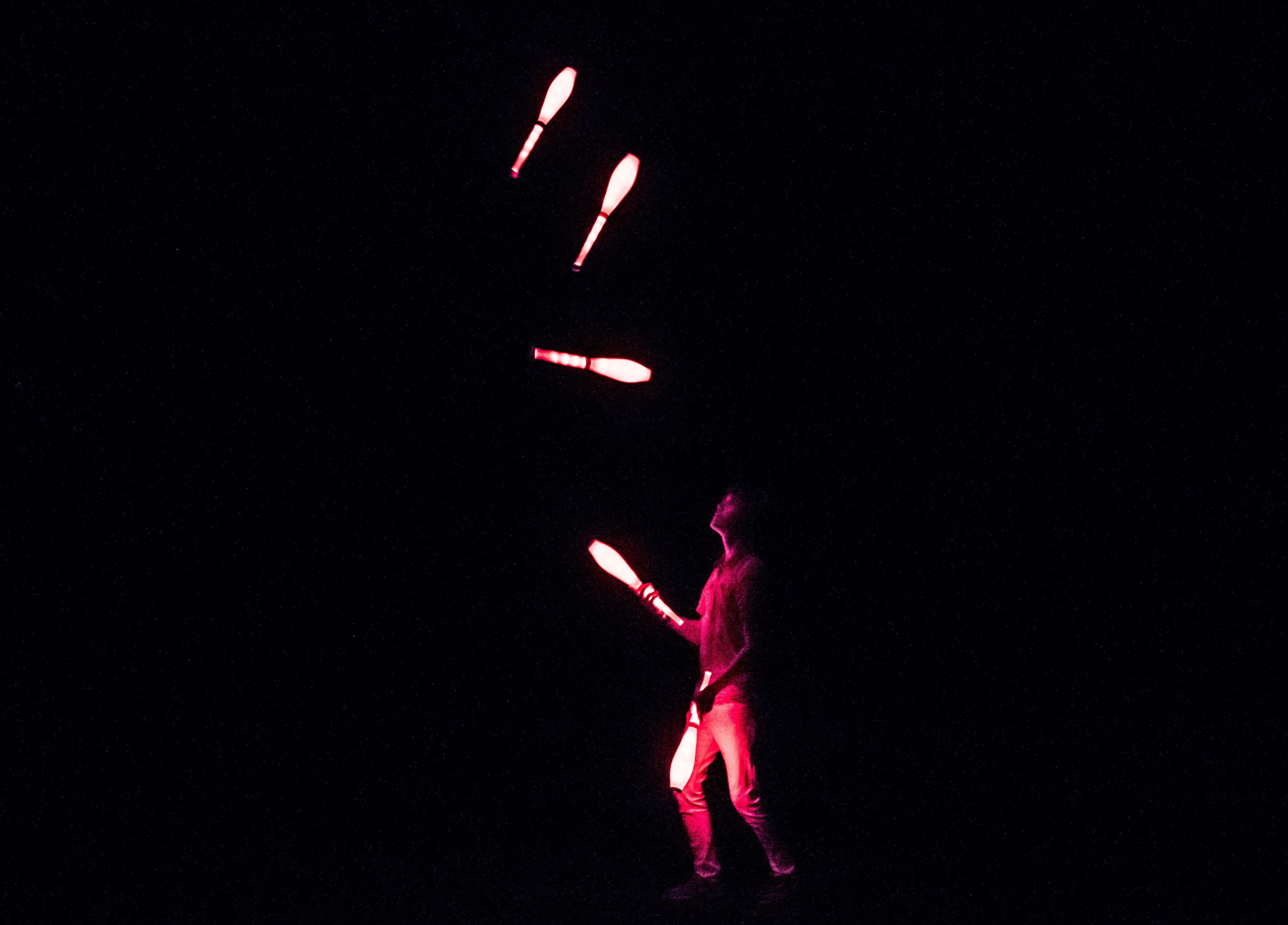
Jonglage mit LED Keulen

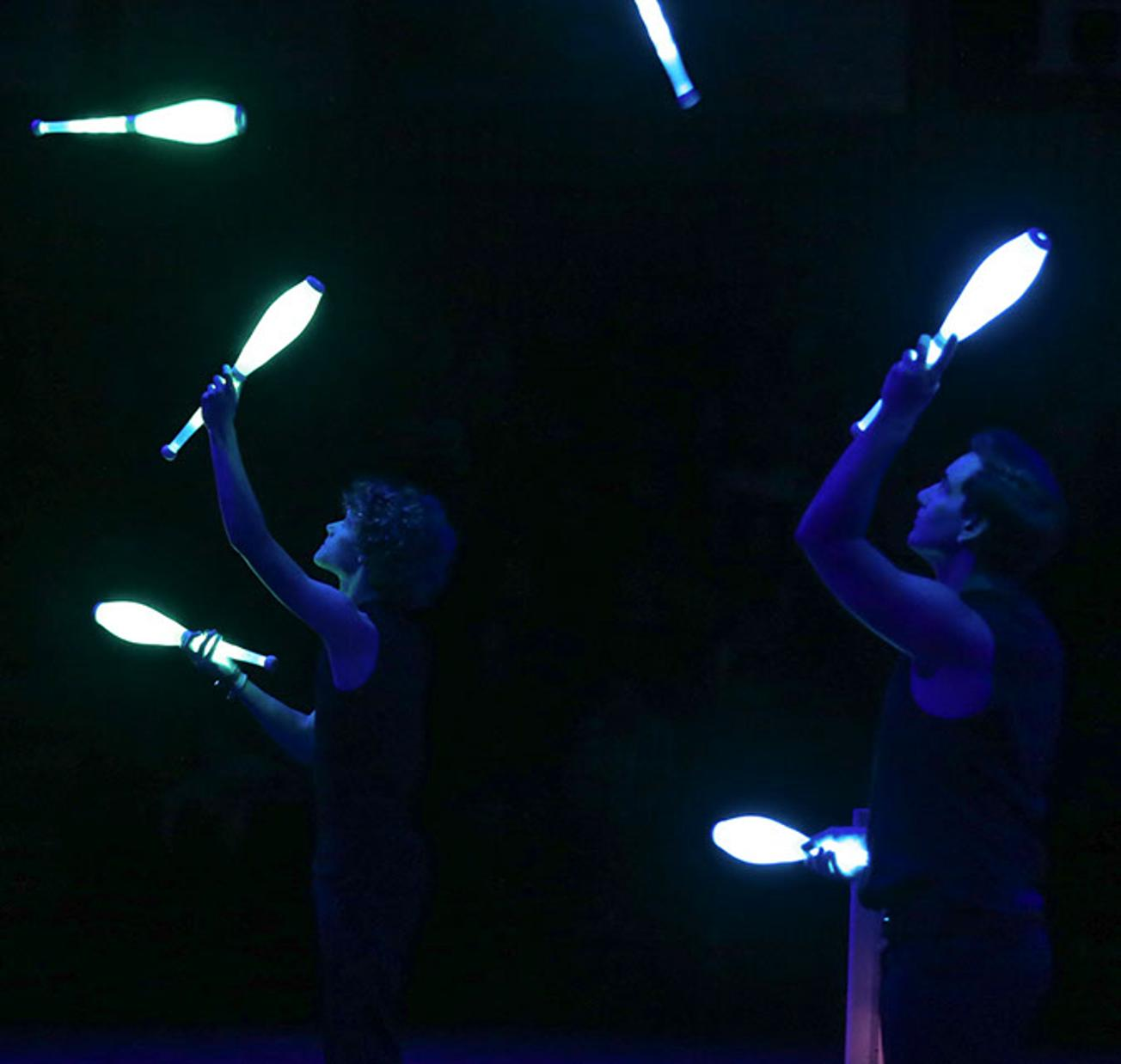
Partner Jonglage mit LED Keulen

## Verwendete Requisiten
Zentrale Requisiten in der LED-Show sind Bälle, Keulen, Stäbe und Poi, die mit leuchtenden LEDs ausgestattet sind. Es kommen aber auch andere Requisieten wie z. B. Hula-Hoop und die Kostüme der Künstler zum Einsatz.
Die Auswahl der Requisiten hängt von den Fähigkeiten des Künstlers und den gewünschten visuellen Effekten ab. Die Vielseitigkeit der LED-Technologie ermöglicht es, eine breite Palette von Requisiten in die Vorstellung zu integrieren, was zu einer Vielfalt von Darbietungen führt.

## Darbietungsformen
Inzwischen gibts es zahlreiche varianten von LED Shows. Immer im Mittelpunkt ist der Künstler, der mit leuchtenden Requisiten jongliert. Dies wird heute inzwischen aber auch mit anderen Elementen wie Laser-Shows oder Light-Painting mithilfe von Videoprojektionen kombiniert.